# Henricus Gravius
Henricus Gravius (niederländisch Hendrik van Grave oder Grauwe; französisch Henri de Grave; * 1536 in Löwen; † 2. April 1591 in Rom) war ein niederländischer Theologe.

## Leben
Henricus Gravius war ein Sohn des angesehenen Buchdruckers Barthélemi Gravius und selbst in der Kunst seines Vaters nicht unerfahren. Nach dem Besuch des humanistischen Gymnasiums studierte er Philosophie am auf den Hochschulbesuch vorbereitenden Paedagogium Porci der Universität Löwen. Ab 1556 studierte er Theologie und erreichte den Grad eines Baccalaureus. Auch in der Mathematik erwarb er sich gründliche Kenntnisse. 1569 wurde er ordentlicher Professor an der theologischen Fakultät und Kanoniker der Kirche Saint-Pierre in Löwen. Am 30. Mai 1570 legte er souverän die Prüfungen für das Doktorat der Theologie ab. Bald darauf übernahm er die Leitung des kleinen Heiligen-Geist-Kollegs der Universität Löwen. Anstelle seiner bisherigen theologischen Professur erhielt er im November 1572 einen Lehrstuhl für Katechese. 1578 wurde er Vorsteher des großen Heiligen-Geist-Kollegs und hatte diese Funktion ebenso wie seine Professur bis 1590 inne.
Gravius’ Ruf verbreitete sich bis nach Italien, so dass Papst Sixtus V. ihn 1590 auf die Empfehlung gelehrter Männer nach Rom beschied, um die von ihm beabsichtigte Ausgabe der Vulgata und der Werke mehrerer Kirchenväter zu besorgen und den Druck als Sachkundiger zu überwachen. Zugleich übertrug er ihm die Aufsicht über die vatikanische Bibliothek und die päpstliche Druckerei. Gravius reiste Anfang September 1590 aus Löwen ab und erfuhr bei seiner Ankunft in Lüttich vom Tod Sixtus’ V. Dennoch setzte er seine Reise fort und kam Mitte Oktober 1590 in Rom an, wo gerade ein Konklave zur Wahl eines Nachfolgers des nach nur zweiwöchigem Pontifikat verstorbenen Urban VII. abgehalten wurde. Der Bischof von Aquino, ein Freund der Universität Löwen, begrüßte Gravius herzlich, der den Ausgang des Konklaves abwartete.
Am 5. Dezember 1590 erfolgte die Wahl von Gregor XIV. Dieser nahm Gravius mit großen Ehrenbezeugungen auf und auch die Kardinäle Antonio Carafa, Federico Borromeo, Marcantonio Colonna und Cesare Baronio behandelten ihn mit Auszeichnung. Besonders Baronio schloss nähere Bekanntschaft mit ihm. Gravius, dessen Gesundheit schon vor seiner Abreise aus Belgien angeschlagen gewesen war, fühlte sich indessen in Rom unbehaglich, da er das südliche Klima nicht vertrug. Bald wurde er krank und starb schon ein halbes Jahr nach seiner Ankunft in Rom am 2. April 1591. Die zuvor genannten Kardinäle nahmen an Gravius’ Leichenbegängnis in der Nationalkirche Santa Maria dell’Anima teil. Sein Leichnam wurde neben dem Mausoleum Hadrians VI. beigesetzt. Der Kardinal Baronio ließ seinem verstorbenen Freund auf eigene Kosten ein Denkmal errichten und darauf ein dessen Verdienste anerkennendes Epitaph anbringen. Auch richtete er an die theologische Fakultät von Löwen ein den schweren Verlust bedauerndes Schreiben. An der Universität Löwen wurde Gravius’ Ableben ebenfalls mit Trauer aufgenommen. Am 18. Mai 1591 wurde für den Verstorbenen eine Totenfeier abgehalten, während welcher der Theologieprofessor Jacques Janssonius die Leichenrede hielt. Diese wurde im gleichen Jahr bei Gisbert Masius in Löwen gedruckt.
Gravius trat auch schriftstellerisch hervor. Die Anmerkungen im siebten Band der Plantinischen Ausgabe der Werke des heiligen Augustinus (Annotationes in tomum VII B. Augustini, Hipponensis episcopi, …, Antwerpen 1577), welcher die Schriften dieses Kirchenvaters gegen die Ketzer enthält, sind aus Gravius’ Feder. Gravius beschäftigte sich besonders mit diesem Teil der theologischen Literatur und hatte bereits die Ausarbeitung eines Werks über die Geschichte des Donatismus (Commentarii rerum donatisticarum) begonnen, als seine Reise nach Rom die weitere Abfassung dieser Schrift unterbrach. Als Manuskript hinterließ Gravius eine von ihm 1586 gehaltene Predigt über Lk 17,10  (Oratio qua tractatur dictum illud Christi, Luc. XVII …).